# Сусуркьой
Сусур кьой или Сусъгъри (на гръцки: Σώστης, Состис) е село в Гърция, разположено на територията на дем Ясъкьой (Ясмос), област Източна Македония и Тракия.

## География
Селото е разположено на южните склонове на Родопите.

## История
Според статистиката на професор Любомир Милетич в 1912 година в селото живеят 50 български екзархийски семейства смесени с 30 турски.
Към 1942 година в Сусур кьой живеят 12 помаци.